# الرشيد بن المعتمد
أبو الحسين عبيد الله الرشيد بن المعتمد هو أحد أبناء المعتمد بن عبَّاد أمير إشبيلية وقرطبة في عصر ملوك الطوائف. عينه المعتمد على قضاء إشبيلية، ونصَّبه ولياً للعهد، إذ كان ينوي أن يخلفه في الحكم.

## سيرته

### أسره عند كونت برشلونة
عندما أراد أبو بكر بن عمار - وزير المعتمد بن عباد - غزو مدينة مرسية، قرر التفاوض مع كونت برشلونة ريموند برانجيه ليحصل منه على المساعدة في الغزو. عرض ابن عمار أخذ ابن أخ الكونت رهينةً عند المعتمد ليضمن أن يساعده في فتح المدينة، وفي المقابل يصبح الرشيد بن المعتمد - قائد الحملة - رهينةً عند الكونت إذا لم يصل إليه المال الذي وُعِدَ به، إلا إنَّ ابن عمار لم يخبر المعتمد بهذا الشرط. ضرب جيشا المعتمد والكونت الحصار على مرسية، وعاد المعتمد إلى قرطبة ومعه الرهينة (ابن أخ الكونت)، وتأخر بإرسال المال، فظنَّ الكونت أنه خدع، وقبض على الفور على الرشيد وابن عمار، وفشل جيش إشبيلية بتحريرهما. عاد المعتمد إلى إشبيلية، وسجن ابن أخ الكونت، ففشل الحصار وانسحبت الجيوش من مرسية. لكن عندما اتجه المعتمد بن عبَّاد إلى الصلح مع الكونت مقابل تسليمه المال وتبادل الرهائن ليستعيد الرشيد، طالب الكونت بتسليمه ثلاثين ألف مثقال من الذهب لقاء ذلك، ولم يكن المعتمد يستطيع تدبير هذا المبلغ، فصنع عملة زائفة من خليط من الذهب والمعادن، ولم ينتبه الكونت إلى ذلك، فتمَّت المبادلة، وعاد الرشيد إلى المعتمد.

### استدعاء المرابطين
عندما أراد المعتمد استدعاء المرابطين إلى الأندلس لمساعدة ملوك الطوائف ضدَّ قشتالة، اعترض عليه الرشيد قائلاً: «يا أبت، أتدخل على أندلسنا من يسلبنا ملكنا ويبدّد شملنا؟»، فأجاب ابنَه: «أي بني، والله لا يُسمَع عني أبداً أني أعدتُّ الأندلس دار كفر، ولا تركتها للنصارى، فتقوم عليَّ اللعنة في منابر الإسلام مثل ما قامت على غيري». وعندما طالب يوسف بن تاشفين أمير المرابطين أن يُسلِّمه المعتمد الجزيرة الخضراء ليعسكر فيها عند دخوله الأندلس، اعترض الرشيد في ذلك: «يا أبتِ، ألا ما تنظر إلى ما طلب؟»، فأجاب المعتمد: «يا بني، هذا قليلٌ في حقّ نصرة المسلمين»، فردَّ الرشيد: «يا أبتِ افعل ما أمرك الله»، وأجابه المعتمد: «إن الله لم يلهمني إلا هذا، وفيه خيرٌ وصلاحُ لنا ولكافَّة المسلمين». عندما ذهب المعتمد لخوض معركة الزلاقة مع ابن تاشفين ضد قشتالة، ولَّى الرشيد لتدبير أمور إشبيلية إلى حين عودته. وعندما انتصر في المعركة أرسل على الفور حمامة زاجلة إلى الرشيد في إشبيلية لينبؤه بالخبر، وأعلنه الرشيد من على منبر المسجد الجامع في المدينة. وكانت رسالة المعتمد إلى الرشيد تقول:
عندما تعرَّضت إشبيلية عاصمة بني عبَّاد للحصار على أيدي المرابطين عام 484 هـ (1091م)، أصيب المعتمد بالخوف والاضطراب، فترك أمر تدبُّر كافة شئون إشبيلية للرشيد. ثم سقطت إشبيلية واقتيد الرشيد مع والده أسيراً إلى المغرب. وأثناء نقلهم من مكناسة إلى أغمات عتب المعتمد عتاباً كبيراً على الرشيد، فكتب الرشيد شعراً إلى والده يستعطفه:
وردَّ عليه والده بشعرٍ مماثل.

## قيل فيه
اشتهر الرشيد بالكرم والنجوى، ويروي ابن بسام أنه في أحد مجالسه امتحده وزير المعتمد أبو بكر بن عمار بالشعر قائلاً:
ويروى الشاعر أبو بكر بن اللبانة أنه في عام 483 هـ بينما كان في مجلس الرشيد جاء ذكر غرناطة وسقوطها في يد يوسف بن تاشفين أمير المرابطين (وذلك قبل أن يأخذ أيضاً إشبيلية عاصمة بني عبَّاد بقليل)، فارتعد الرشيد وأخذ يتحدث عن قصرها، وأخذ من في المجلس يدعون لقصره وملكه بالدوام. عند ذلك أمر الرشيد بأن يقوم له أبو بكر الإشبيلي يغني، فأنشد:
فتجهَّم الرشيد أكثر (لخوفه من ضياع ملكه على أيدي المرابطين)، ثم أمر أشخاصاً آخرين بالغناء فقالوا ما جعله يتجهَّم أكثر، وآخر الأمر قام ابن اللبانة فأنشد:
فارتاح الرشيد ورضي عنه.

## كتب
- علي، أدهم (2000). المعتمد بن عبَّاد. الإدارة العامة للثقافة، وزارة الثقافة والإرشاد القومي، القاهرة - مصر.
- شوقي، أبو خليل (1979). الزلاقة: بقيادة يوسف بن تاشفين. دار الفكر، دمشق - سوريا.
- علي محمد، الصلابي (2007). دولة المرابطين. دار ابن الجوزي، القاهرة - مصر. ISBN:622-2-011500-86-5. {{استشهاد بكتاب}}: تأكد من صحة |isbn= القيمة: بادئة غير صالحة (مساعدة)